# Nikolaus Risch

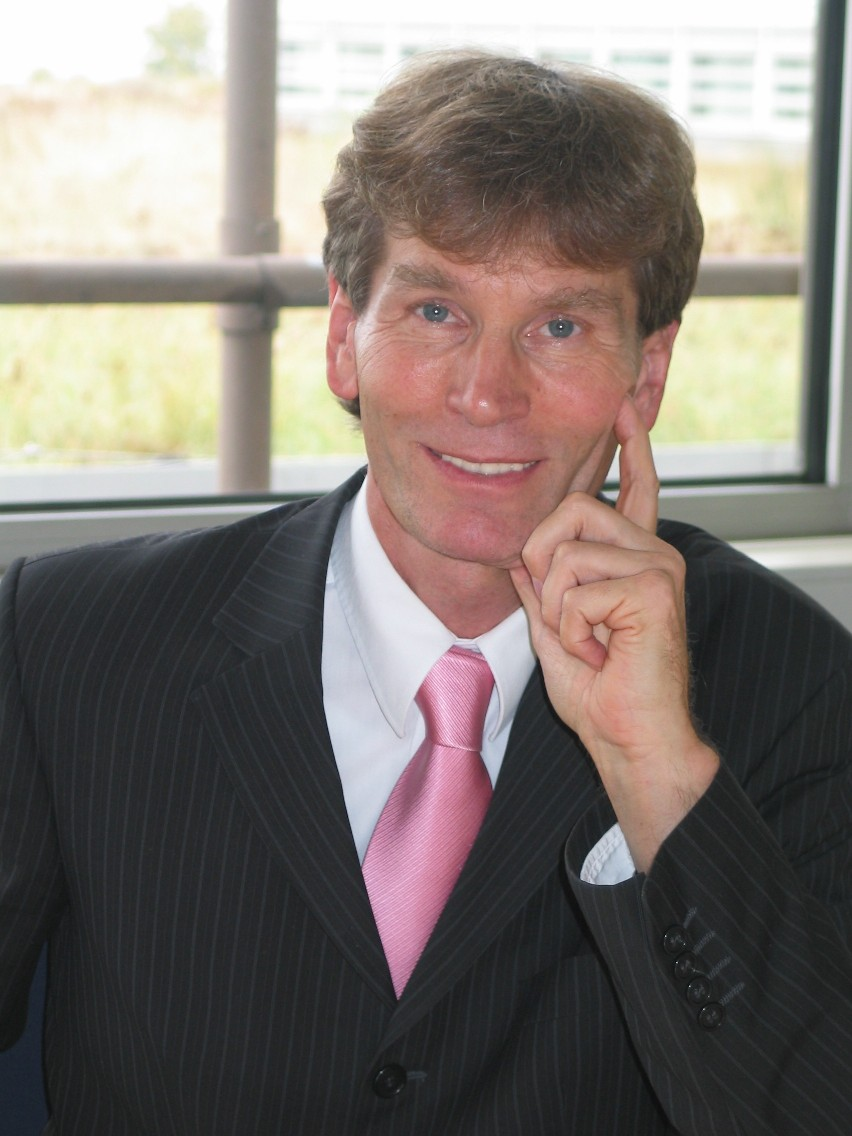
Nikolaus Risch

Nikolaus Risch (* 24. Juli 1949 in Lemgo) ist ein deutscher Chemiker. Von 2008 bis 2015 war er Präsident der Universität Paderborn.

## Leben
Nach seinem Abitur absolvierte Risch in der Zeit von 1968 bis 1973 ein Studium der Chemie an der TU Braunschweig. Dort wurde er im Jahr 1975 promoviert. Im folgenden Jahr nahm er eine Tätigkeit als wissenschaftlicher Assistent an der Universität Bielefeld auf, wo 1984 seine Habilitation über „Substituierte 1-Azaadamantane“ erfolgte.
1992 erhielt Risch einen Ruf als Professor an die damalige Universität-Gesamthochschule Paderborn. In den Jahren 1995–99 war er als Prorektor für Planung und Finanzen Mitglied des Rektorats der Hochschule, 1999–2003 zunächst Dekan seines Fachbereiches, dann der neu gebildeten Fakultät für Naturwissenschaften. Im Oktober 2003 wurde Nikolaus Risch zum Rektor der Universität Paderborn gewählt. 2007 folgte die Wahl zum Präsidenten der Hochschule. Dieses Amt hatte er bis zum 28. Februar 2015 inne.
Nikolaus Risch ist aktiver Orientierungsläufer und engagiert sich ehrenamtlich für diese Sportart, unter anderem im Förderverein Orientierungslauf e.V., den er 1993 mitbegründet hat und dessen Vorsitzender er bis 2015 war. Seit 1990 ist er Disziplinchef für Orientierungslauf im Allgemeinen Deutschen Hochschulsportverband (adh).

## Auszeichnungen
Im Oktober 2004 erhielt Nikolaus Risch den Negativpreis Big Brother Award in der Kategorie „Regional“ für die Kameraüberwachung in Hörsälen und Rechnerpools der Universität Paderborn.